# Lucie Hradecká
Lucie Hradecká (Praga, 21 de maig de 1985) és una jugadora de tennis professional retirada.
En el seu palmarès destaquen tres títols de Grand Slam, dos en la modalitat de dobles femenins i una en dobles mixts. Va acumular un total de 26 títols del circuit WTA de dobles femenins, que li van permetre arribar al quart lloc del rànquing mundial. Va formar part de l'equip txec de la Fed Cup guanyant el títol en cinc ocasions durant la dècada de 2010. També va guanyar dues medalles olímpiques, una d'argent en dobles femenins dels Jocs Olímpics de Londres 2012 i una en dobles mixts dels Jocs Olímpics de Rio de Janeiro 2016.
Es va retirar en finalitzar la temporada 2022.

## Torneigs de Grand Slam

### Dobles femenins: 6 (2−4)
| Resultat   | Núm. | Any  | Torneig          | Parella            | Oponents                       | Marcador         |
| ---------- | ---- | ---- | ---------------- | ------------------ | ------------------------------ | ---------------- |
| Guanyadora | 1.   | 2011 | Roland Garros    | Andrea Hlaváčková  | Sania Mirza Elena Vesnina      | 6−4, 6−3         |
| Finalista  | 1.   | 2012 | Wimbledon        | Andrea Hlaváčková  | Serena Williams Venus Williams | 5−7, 4−6         |
| Finalista  | 2.   | 2012 | US Open          | Andrea Hlaváčková  | Sara Errani Roberta Vinci      | 4−6, 2−6         |
| Guanyadora | 2.   | 2013 | US Open          | Andrea Hlaváčková  | Ashleigh Barty Casey Dellacqua | 6−7(4), 6−1, 6−4 |
| Finalista  | 3.   | 2016 | Open d'Austràlia | Andrea Hlaváčková  | Martina Hingis Sania Mirza     | 6−7(1), 3−6      |
| Finalista  | 4.   | 2017 | US Open          | Kateřina Siniaková | Chan Yung-jan Martina Hingis   | 3−6, 2−6         |

### Dobles mixts: 3 (1−2)
| Resultat   | Núm. | Any  | Torneig          | Parella          | Oponents                          | Marcador         |
| ---------- | ---- | ---- | ---------------- | ---------------- | --------------------------------- | ---------------- |
| Finalista  | 1.   | 2013 | Open d'Austràlia | František Čermák | Jarmila Gajdošová Matthew Ebden   | 3−6, 5−7         |
| Guanyadora | 1.   | 2013 | Roland Garros    | František Čermák | Kristina Mladenovic Daniel Nestor | 1−6, 6−4, [10−6] |
| Finalista  | 2.   | 2015 | Roland Garros    | Marcin Matkowski | B. Mattek-Sands Mike Bryan        | 6−7(3), 1−6      |

## Jocs Olímpics

### Dobles femenins
| Any  | Campionat                          | Parella           | Oponents                       | Resultat |
| ---- | ---------------------------------- | ----------------- | ------------------------------ | -------- |
| 2012 | Jocs Olímpics, Londres, Regne Unit | Andrea Hlavácková | Serena Williams Venus Williams | 4−6, 4−6 |

### Dobles mixts
| Any  | Campionat                             | Parella        | Oponents                  | Resultat |
| ---- | ------------------------------------- | -------------- | ------------------------- | -------- |
| 2016 | Jocs Olímpics, Rio de Janeiro, Brasil | Radek Štěpánek | Sania Mirza Rohan Bopanna | 6−1, 7−5 |

## Palmarès

### Individual: 7 (0−7)
| Abans de 2009                | Després de 2009         |
| ---------------------------- | ----------------------- |
| Grand Slam (0−0)             |                         |
| WTA Tour Championships (0−0) |                         |
| Tier I (0−0)                 | Premier Mandatory (0−0) |
| Tier II (0−0)                | Premier 5 (0−0)         |
| Tier III (0−1)               | Premier (0−0)           |
| Tier IV i V (0−0)            | International (0−6)     |

| Títols per superfície |
| --------------------- |
| Dura (0−0)            |
| Gespa (0−0)           |
| Terra batuda (0−6)    |
| Moqueta (0−1)         |

| Resultat  | Núm. | Data                   | Torneig              | Superfície   | Oponent            | Marcador      |
| --------- | ---- | ---------------------- | -------------------- | ------------ | ------------------ | ------------- |
| Finalista | 1.   | 20 de juliol de 2008   | Bad Gastein, Àustria | Terra batuda | Pauline Parmentier | 4−6, 4−6      |
| Finalista | 2.   | 23 de maig de 2009     | Estrasburg, França   | Terra batuda | Aravane Rezaï      | 6−7(2), 1−6   |
| Finalista | 3.   | 2 d'agost de 2009      | Istanbul, Turquia    | Terra batuda | Vera Dushevina     | 0−6, 1−6      |
| Finalista | 4.   | 1 de maig de 2011      | Barcelona, Espanya   | Terra batuda | Roberta Vinci      | 6−4, 2−6, 2−6 |
| Finalista | 5.   | 17 de setembre de 2012 | Quebec, Canadà       | Moqueta (i)  | Kirsten Flipkens   | 1−6, 5−7      |
| Finalista | 6.   | 25 de maig de 2013     | Estrasburg (2)       | Terra batuda | Alizé Cornet       | 6−7(4), 0−6   |
| Finalista | 7.   | 2 de maig de 2015      | Praga, Txèquia       | Terra batuda | Karolína Plísková  | 6−4, 5−7, 3−6 |

### Dobles femenins: 54 (26−28)
| Abans de 2009                             | 2009 − 2020             | Després de 2021 |
| ----------------------------------------- | ----------------------- | --------------- |
| Grand Slam (2−4)                          |                         |                 |
| Jocs Olímpics Argent (1)                  |                         |                 |
| WTA Tour Championships / WTA Finals (0−1) |                         |                 |
| Tier I (0−0)                              | Premier Mandatory (0−1) | WTA 1000 (0−0)  |
| Tier II (0−0)                             | Premier 5 (3−1)         | WTA 1000 (0−0)  |
| Tier III (2−0)                            | Premier (2−4)           | WTA 500 (0−2)   |
| Tier IV / V (3−1)                         | International (12−12)   | WTA 250 (2−1)   |

| Títols per superfície |
| --------------------- |
| Dura (14−17)          |
| Gespa (1−3)           |
| Terra batuda (9−7)    |
| Moqueta (2−1)         |

| Resultat   | Núm. | Data                   | Torneig                                   | Superfície   | Parella                 | Oponents                                  | Marcador             |
| ---------- | ---- | ---------------------- | ----------------------------------------- | ------------ | ----------------------- | ----------------------------------------- | -------------------- |
| Finalista  | 1.   | 30 de juliol de 2006   | Budapest, Hongria                         | Dura         | Renata Voráčová         | Janette Husárová Michaëlla Krajicek       | 6−4, 4−6, 4−6        |
| Guanyadora | 1.   | 24 de setembre de 2006 | Portorož, Eslovènia                       | Dura (i)     | Renata Voráčová         | Eva Birnerová Émilie Loit                 | Renúncia             |
| Guanyadora | 2.   | 29 de juliol de 2007   | Bad Gastein, Àustria                      | Terra batuda | Renata Voráčová         | Ágnes Szávay Vladimíra Uhlířová           | 6−3, 7−5             |
| Guanyadora | 3.   | 23 de setembre de 2007 | Portorož (2)                              | Dura (i)     | Renata Voráčová         | Andreja Klepač Elena Likhovtseva          | 5−7, 6−4, [10−7]     |
| Guanyadora | 4.   | 4 de maig de 2008      | Praga, Txèquia                            | Terra batuda | Andrea Hlaváčková       | Jill Craybas Michaëlla Krajicek           | 1−6, 6−3, [10−6]     |
| Guanyadora | 5.   | 20 de juliol de 2008   | Bad Gastein (2)                           | Terra batuda | Andrea Hlaváčková       | Sesil Karatantcheva Nataša Zorić          | 6−3, 6−3             |
| Guanyadora | 6.   | 26 de juliol de 2009   | Bad Gastein (3)                           | Terra batuda | Andrea Hlaváčková       | Tatjana Malek Andrea Petkovic             | 6−2, 6−4             |
| Guanyadora | 7.   | 2 d'agost de 2009      | Istanbul, Turquia                         | Dura         | Renata Voráčová         | Julia Görges Patty Schnyder               | 2−6, 6−3, [12−10]    |
| Finalista  | 2.   | 29 d'agost de 2009     | New Haven, Estats Units                   | Dura         | Iveta Benešová          | N. Llagostera Vives M.J. Martínez Sánchez | 2−6, 5−7             |
| Guanyadora | 8.   | 10 de gener de 2010    | Brisbane, Austràlia                       | Dura         | Andrea Hlaváčková       | Melinda Czink A.Parra Santonja            | 2−6, 7−6(3), [10−4]  |
| Finalista  | 3.   | 1 de maig de 2010      | Fes, Marroc                               | Terra batuda | Renata Voráčová         | Iveta Benešová A. Medina Garrigues        | 3−6, 1−6             |
| Guanyadora | 9.   | 25 de juliol de 2010   | Bad Gastein (4)                           | Terra batuda | Anabel Medina Garrigues | Timea Bacsinszky Tathiana Garbin          | 6−7(2), 6−1, [10−5]  |
| Finalista  | 4.   | 20 de febrer de 2011   | Memphis, Estats Units                     | Dura (i)     | Andrea Hlaváčková       | Olga Govortsova Alla Kudryavtseva         | 3−6, 6−4, [8−10]     |
| Guanyadora | 10.  | 5 de juny de 2011      | Roland Garros, França                     | Terra batuda | Andrea Hlaváčková       | Sania Mirza Ielena Vesninà                | 6−4, 6−3             |
| Guanyadora | 11.  | 18 de juliol de 2011   | Bad Gastein (5)                           | Terra batuda | Eva Birnerová           | Jarmila Gajdošová Julia Görges            | 4−6, 6−2, [12−10]    |
| Finalista  | 5.   | 23 d'octubre de 2011   | Luxemburg, Luxemburg                      | Dura (i)     | Iekaterina Makàrova     | Iveta Benešová B. Záhlavová-Strýcová      | 5−7, 3−6             |
| Guanyadora | 12.  | 8 de gener de 2012     | Auckland, Nova Zelanda                    | Dura         | Andrea Hlaváčková       | Julia Görges Flavia Pennetta              | 6−7(2), 6−2, [10−7]  |
| Guanyadora | 13.  | 26 de febrer de 2012   | Memphis                                   | Dura (i)     | Andrea Hlaváčková       | Vera Dushevina Olga Govortsova            | 6−3, 6−4             |
| Finalista  | 6.   | 8 de juliol de 2012    | Wimbledon, Regne Unit                     | Gespa        | Andrea Hlaváčková       | Serena Williams Venus Williams            | 5−7, 4−7             |
| Finalista  | 7.   | 5 d'agost de 2012      | Jocs Olímpics, Londres, Regne Unit        | Gespa        | Andrea Hlaváčková       | Serena Williams Venus Williams            | 4−6, 4−6             |
| Guanyadora | 14.  | 19 d'agost de 2012     | Cincinnati, Estats Units                  | Dura         | Andrea Hlaváčková       | Katarina Srebotnik Zheng Jie              | 6−1, 6−3             |
| Finalista  | 8.   | 25 d'agost de 2012     | New Haven (2)                             | Dura         | Andrea Hlaváčková       | Liezel Huber Lisa Raymond                 | 6−4, 0−6, [4−10]     |
| Finalista  | 9.   | 10 de setembre de 2012 | US Open, Estats Units                     | Dura         | Andrea Hlaváčková       | Sara Errani Roberta Vinci                 | 4−6, 2−6             |
| Guanyadora | 15.  | 21 d'octubre de 2012   | Luxemburg                                 | Dura (i)     | Andrea Hlaváčková       | Irina-Camelia Begu Monica Niculescu       | 6−3, 6−4             |
| Finalista  | 10.  | 28 d'octubre de 2012   | WTA Tour Championships, Istanbul, Turquia | Dura         | Andrea Hlaváčková       | Maria Kirilenko Nàdia Petrova             | 1−6, 4−6             |
| Guanyadora | 16.  | 14 de juliol de 2013   | Budapest                                  | Terra batuda | Andrea Hlaváčková       | Nina Bratchikova Anna Tatishvili          | 6−4, 6−1             |
| Guanyadora | 17.  | 9 de setembre de 2013  | US Open                                   | Dura         | Andrea Hlaváčková       | Ashleigh Barty Casey Dellacqua            | 6−7(4), 6−1, 6−4     |
| Finalista  | 11.  | 15 de setembre de 2013 | Quebec, Canadà                            | Moqueta (i)  | Andrea Hlaváčková       | Alla Kudryavtseva Anastassia Rodiónova    | 4−6, 3−6             |
| Finalista  | 12.  | 4 de gener de 2014     | Auckland                                  | Dura         | Michaëlla Krajicek      | Sharon Fichman Maria Sanchez              | 6−2, 0−6, [4−10]     |
| Guanyadora | 18.  | 14 de setembre de 2014 | Quebec                                    | Moqueta (i)  | Mirjana Lučić-Baroni    | Julia Görges Andrea Hlaváčková            | 6−3, 7−6(8)          |
| Finalista  | 13.  | 19 d'octubre de 2014   | Luxemburg (2)                             | Dura (i)     | Barbora Krejčíková      | Timea Bacsinszky Kristina Barrois         | 6−3, 4−6, [4−10]     |
| Finalista  | 14.  | 28 de febrer de 2015   | Acapulco, Mèxic                           | Dura         | Andrea Hlaváčková       | Lara Arruabarrena M.T. Torró Flor         | 6−7(2), 7−5, [11−13] |
| Finalista  | 15.  | 21 de juny de 2015     | Birmingham, Regne Unit                    | Gespa        | Andrea Hlaváčková       | Garbiñe Muguruza Carla Suárez Navarro     | 4−6, 4−6             |
| Finalista  | 16.  | 26 de juliol de 2015   | Bad Gastein                               | Terra batuda | Lara Arruabarrena       | Danka Kovinić Stephanie Vogt              | 6−4, 4−6, [3−10]     |
| Guanyadora | 19.  | 29 d'agost de 2015     | New Haven                                 | Dura         | Julia Görges            | Chuang Chia-jung Liang Chen               | 6−3, 6−1             |
| Finalista  | 17.  | 18 d'octubre de 2015   | Linz, Àustria                             | Dura         | Andrea Hlaváčková       | R. Kops-Jones Abigail Spears              | 3−6, 5−7             |
| Finalista  | 18.  | 31 de gener de 2016    | Open d'Austràlia, Austràlia               | Dura         | Andrea Hlaváčková       | Martina Hingis Sania Mirza                | 6−7(1), 3−6          |
| Guanyadora | 20.  | 18 de setembre de 2016 | Quebec (2)                                | Moqueta (i)  | Andrea Hlaváčková       | Alla Kudryavtseva Alexandra Panova        | 7−6(2), 7−6(2)       |
| Guanyadora | 21.  | 23 d'octubre de 2016   | Moscou, Rússia                            | Dura (i)     | Andrea Hlaváčková       | Daria Gavrilova Dària Kassàtkina          | 4−6, 6−0, [10−7]     |
| Finalista  | 19.  | 5 de febrer de 2017    | Taipei, República de la Xina              | Dura         | Kateřina Siniaková      | Chan Hao-ching Chan Yung-jan              | 4−6, 2−6             |
| Finalista  | 20.  | 19 de març de 2017     | Indian Wells, Estats Units                | Dura         | Kateřina Siniaková      | Chan Yung-jan Martina Hingis              | 6−7(4), 2−6          |
| Finalista  | 21.  | 9 d'abril de 2017      | Charleston, Estats Units                  | Terra batuda | Kateřina Siniaková      | Bethanie Mattek-Sands Lucie Šafářová      | 1−6, 6−4, [7−10]     |
| Finalista  | 22.  | 6 de maig de 2017      | Praga                                     | Terra batuda | Kateřina Siniaková      | Anna-Lena Grönefeld Květa Peschke         | 4−6, 6−7(3)          |
| Finalista  | 23.  | 10 de setembre de 2017 | US Open (2)                               | Dura         | Kateřina Siniaková      | Chan Yung-jan Martina Hingis              | 3−6, 2−6             |
| Guanyadora | 22.  | 19 d'agost de 2018     | Cincinnati (2)                            | Dura         | Iekaterina Makàrova     | Elise Mertens Demi Schuurs                | 6−2, 7−5             |
| Finalista  | 24.  | 23 de febrer de 2019   | Dubai, Emirats Àrabs Units                | Dura         | Iekaterina Makàrova     | Hsieh Su-wei Barbora Strýcová             | 4−6, 4−6             |
| Guanyadora | 23.  | 18 d'agost de 2019     | Cincinnati (3)                            | Dura         | Andreja Klepač          | Anna-Lena Grönefeld Demi Schuurs          | 6−4, 6−1             |
| Guanyadora | 24.  | 16 d'agost de 2020     | Praga (2)                                 | Terra batuda | Kristýna Plíšková       | Monica Niculescu Raluca Olaru             | 6−2, 6−2             |
| Finalista  | 25.  | 15 de novembre de 2020 | Linz (2)                                  | Dura (i)     | Kateřina Siniaková      | Arantxa Rus Tamara Zidanšek               | 3−6, 4−6             |
| Finalista  | 26.  | 11 d'abril de 2021     | Charleston (2)                            | Terra batuda | Marie Bouzková          | Nicole Melichar Demi Schuurs              | 2−6, 4−6             |
| Guanyadora | 25.  | 20 de juny de 2021     | Birmingham                                | Gespa        | Marie Bouzková          | Ons Jabeur Ellen Perez                    | 6−4, 2−6, [10−8]     |
| Guanyadora | 26.  | 18 de juliol de 2021   | Praga (3)                                 | Dura         | Marie Bouzková          | Viktória Kužmová Nina Stojanović          | 7−6(4), 6−4          |
| Finalista  | 27.  | 10 d'abril de 2022     | Charleston (3)                            | Terra batuda | Sania Mirza             | Andreja Klepač Magda Linette              | 2−6, 6−4, [7−10]     |
| Finalista  | 28.  | 21 de maig de 2022     | Estrasburg, França                        | Terra batuda | Sania Mirza             | N. Melichar-Martinez Daria Saville        | 7−5, 5−7, [6−10]     |

### Dobles mixts: 3 (1−2)
| Resultat   | Núm. | Data                | Torneig                     | Superfície   | Parella          | Oponents                          | Marcador         |
| ---------- | ---- | ------------------- | --------------------------- | ------------ | ---------------- | --------------------------------- | ---------------- |
| Finalista  | 1.   | 27 de gener de 2013 | Open d'Austràlia, Austràlia | Dura         | František Čermák | Jarmila Gajdošová Matthew Ebden   | 3−6, 5−7         |
| Guanyadora | 1.   | 9 de juny de 2013   | Roland Garros, França       | Terra batuda | František Čermák | Kristina Mladenovic Daniel Nestor | 1−6, 6−4, [10−6] |
| Finalista  | 2.   | 7 de juny de 2015   | Roland Garros               | Terra batuda | Marcin Matkowski | B. Mattek-Sands Mike Bryan        | 6−7(3), 1−6      |

### Equips: 4 (4−0)
| Resultat   | Núm. | Data                      | Torneig                                    | Superfície | Equip                                            | Oponents                                                             | Marcador |
| ---------- | ---- | ------------------------- | ------------------------------------------ | ---------- | ------------------------------------------------ | -------------------------------------------------------------------- | -------- |
| Guanyadora | 1.   | 5−6 de novembre de 2011   | Copa Federació, Moscou, Rússia             | Dura (i)   | Petra Kvitová Květa Peschke Lucie Šafářová       | Maria Kirilenko Svetlana Kuznetsova A. Pavliutxénkova Ielena Vesninà | 3−2      |
| Guanyadora | 2.   | 3−4 de novembre de 2012   | Copa Federació, Praga, República Txeca (2) | Dura (i)   | Andrea Hlaváčková Petra Kvitová Lucie Šafářová   | Ana Ivanović Jelena Janković Bojana Jovanovski Aleksandra Krunic     | 3−1      |
| Guanyadora | 3.   | 8−9 de novembre de 2014   | Copa Federació, Praga (3)                  | Dura (i)   | Andrea Hlaváčková Petra Kvitová Lucie Šafářová   | Julia Görges Angelique Kerber Sabine Lisicki Andrea Petkovic         | 3−1      |
| Guanyadora | 4.   | 12−13 de novembre de 2016 | Copa Federació, Estrasburg, França (4)     | Dura (i)   | Petra Kvitová Karolína Plísková Barbora Strýcová | Alizé Cornet Caroline Garcia Kristina Mladenovic Pauline Parmentier  | 3−2      |

## Trajectòria

### Individual
| Torneig | 2005 | 2006 | 2007 | 2008 | 2009  | 2010 | 2011  | 2012  | 2013 | 2014 | 2015  | 2016 | 2017 | 2018 | 2019 | 2020 | 2021 | Títols   | V – D    |
| --- | ---- | ---- | ---- | ---- | ----- | ---- | ----- | ----- | ---- | ---- | ----- | ---- | ---- | ---- | ---- | ---- | ---- | -------- | -------- |
| Open d'Austràlia | A    | Q1   | Q1   | Q1   | Q1    | 1R   | 1R    | 2R    | 2R   | 2R   | 3R    | 1R   | Q2   | A    | Q2   | A    | A    | 0 / 7    | 5 – 7    |
| Roland Garros | A    | Q3   | A    | Q1   | 2R    | 1R   | 2R    | 1R    | 1R   | Q1   | 2R    | 1R   | Q3   | A    | A    | A    | A    | 0 / 7    | 3 – 7    |
| Wimbledon | Q1   | Q1   | A    | Q1   | 1R    | 1R   | 1R    | 1R    | 1R   | Q2   | 1R    | Q1   | A    | A    | A    | NC   | A    | 0 / 6    | 0 – 6    |
| US Open | Q2   | A    | Q2   | Q3   | 1R    | 1R   | 1R    | 2R    | 1R   | Q1   | 1R    | Q2   | Q2   | Q1   | A    | A    | A    | 0 / 6    | 1 – 6    |
| Jocs Olímpics | NC   | NC   | NC   | A    | NC    | NC   | NC    | A     | NC   | NC   | NC    | 1R   | NC   | NC   | NC   | NC   | A    | 0 / 1    | 0 – 1    |
| Total Victòries−Derrotes | 0−0  | 1−2  | 0−1  | 4−3  | 14−11 | 6−19 | 16−20 | 18−18 | 5−11 | 3−3  | 17−17 | 5−14 | 4−3  | 0−0  | 0−1  | 0−0  | 0−1  | 93 – 124 | 93 – 124 |
| Rànquing a final d'any | 204  | 174  | 241  | 119  | 65    | 111  | 51    | 46    | 150  | 157  | 53    | 170  | 184  | 740  | 300  | 490  | 565  |          |          |
| Llegenda: G: Guanyadora; F: Finalista; SF: Semifinalista; QF: Quarts de final; Q: Qualificació; A: Absent; RR: Round Robin; |      |      |      |      |       |      |       |       |      |      |       |      |      |      |      |      |      |          |          |

### Dobles femenins
| Open d'Austràlia | A           | A           | 1R          | 1R   | 2R          | 3R          | 2R          | SF    | 2R          | 3R          | 3R          | F     | 1R          | A           | 2R          | 1R          | 2R    | 2R    | 0 / 15    | 21 – 15   |
| Roland Garros | A           | 1R          | 1R          | 2R   | 1R          | 3R          | G           | SF    | SF          | SF          | SF          | QF    | SF          | 1R          | 3R          | 1R          | 3R    | 3R    | 1 / 17    | 38 – 16   |
| Wimbledon | A           | 3R          | 1R          | 1R   | 1R          | 2R          | 1R          | F     | QF          | 2R          | 2R          | 3R    | 3R          | 3R          | 1R          | NC          | QF    | 2R    | 0 / 16    | 21 – 16   |
| US Open | A           | 1R          | 1R          | 2R   | 2R          | 1R          | QF          | F     | G           | 3R          | 3R          | 3R    | F           | QF          | 1R          | 2R          | QF    | 2R    | 1 / 17    | 35 – 16   |
| Jocs Olímpics | No celebrat | No celebrat | No celebrat | A    | No celebrat | No celebrat | No celebrat | 2a    | No celebrat | No celebrat | No celebrat | 4a    | No celebrat | No celebrat | No celebrat | No celebrat | A     | NC    | 0 / 2     | 7 – 3     |
| WTA Finals | A           | A           | A           | A    | A           | A           | A           | F     | A           | A           | SF          | QF    | A           | A           | A           | NC          | A     | A     | 0 / 3     | 2 – 5     |
| Total Victòries−Derrotes | 4−7         | 7−6         | 15−9        | 16−9 | 22−15       | 25−15       | 30−16       | 47−12 | 25−11       | 23−12       | 42−24       | 35−17 | 27−15       | 15−6        | 12−11       | 15−11       | 29−22 | 27−19 | 400 – 228 | 400 – 228 |
| Rànquing a final d'any | 87          | 53          | 67          | 51   | 42          | 38          | 15          | 4     | 14          | 22          | 17          | 10    | 14          | 32          | 28          | 32          | 29    | 29    |           |           |
| Llegenda: G: Guanyadora; F: Finalista; SF: Semifinalista; QF: Quarts de final; Q: Qualificació; A: Absent; RR: Round Robin; |             |             |             |      |             |             |             |       |             |             |             |       |             |             |             |             |       |       |           |           |

### Dobles mixts
| Open d'Austràlia | A  | A           | 2R          | A           | 1R | F           | 1R          | 1R          | 1R | 1R          | A           | A           | 1R          | 2R | SF | 0 / 10 | 9 – 10  |
| Roland Garros | A  | A           | A           | A           | 1R | G           | 2R          | F           | 1R | QF          | A           | 1R          | NC          | A  | QF | 1 / 8  | 14 – 7  |
| Wimbledon | 1R | 1R          | 1R          | 2R          | A  | 2R          | 1R          | A           | A  | 3R          | 1R          | A           | NC          | 1R | 1R | 0 / 10 | 4 – 10  |
| US Open | A  | A           | 1R          | SF          | SF | QF          | 1R          | 1R          | 1R | QF          | 1R          | 1R          | NC          | 1R | 2R | 0 / 12 | 11 – 12 |
| Jocs Olímpics | A  | No celebrat | No celebrat | No celebrat | 1R | No celebrat | No celebrat | No celebrat | 3a | No celebrat | No celebrat | No celebrat | No celebrat | A  | NC | 0 / 2  | 3 – 2   |
| Llegenda: G: Guanyadora; F: Finalista; SF: Semifinalista; QF: Quarts de final; Q: Qualificació; A: Absent; RR: Round Robin; |    |             |             |             |    |             |             |             |    |             |             |             |             |    |    |        |         |